# Liste der Monuments historiques in Source-Seine
Die Liste der Monuments historiques in Source-Seine führt die Monuments historiques in der französischen Gemeinde Source-Seine auf.

## Liste der Immobilien
| Bezeichnung       | Beschreibung | Standort                                                | Kennzeichnung | Schutzstatus | Datum     | Bild           |
| ----------------- | --- | ------------------------------------------------------- | ------------- | ------------ | --------- | -------------- |
| Quellen der Seine | archäologischer Fundplatz mit Resten eines gallo-römischen Heiligtums in im 19. Jahrhundert angelegtem Landschaftspark; auch auf dem Gebiet von Poncey-sur-l’Ignon | Saint-Germain-Source-Seine, südöstlich des Ortes (Lage) | PA00112592    | Classé       | 1945 2020 | weitere Bilder |

## Liste der Objekte
| Bezeichnung        | Beschreibung                    | Standort                                                    | Kennzeichnung | Schutzstatus | Datum | Bild |
| ------------------ | ------------------------------- | ----------------------------------------------------------- | ------------- | ------------ | ----- | ---- |
| Prozessionslaterne | Metall, bemalt, bezeichnet 1731 | Saint-Germain-Source-Seine, in der Kirche Notre-Dame (Lage) | PM21003414    | Inscrit      | 1971  |      |